# 측천문자
측천문자(則天文字)는 당나라의 측천무후가 제정한 문자이다. 문자라는 이름이 붙어 있으나, 기존의 한자와 완전히 다른 문자가 아닌 한자의 제자원리에 따라 만들어진 특수한 한자라 할 수 있다. 한자의 제자원리인 육서 가운데 주로 상형과 회의를 주원리로 하여 만들었다. 또한 없는 개념을 나타내는 새로운 글자를 만든 것이 아니라, 이미 기존에 있는 한자와 뜻이 겹치는 문자이나 황제의 권위를 높이기 위하여 만들어진 점이 특징이다. 측천무후는 도량형과 문자를 통일한 시황제를 전례로 삼아 측천문자를 제작했다. 현재 문헌에 남아 전하는 문자는 17자가량이며, 國과 의미가 같은 圀이라는 문자가 일본에서 인명 한자로 쓰인다. 한국식 자전에도 이 문자는 國의 고자로 소개되어 있다.

## 측천문자 목록
| 원래글자 | 신자 | 확대한 신자        | 유니코드 | 주해 |
| -------- | ---- | ------------------ | -------- | --- |
| 照       | 曌   | 则天文字之“照”一   | 66CC     | 비출 조와 같은 한자로서 해와 달이 하늘에서 비추는 모습을 형상화한 글자로, 가장 유명한 曌자이다. 照는 측천무후 본인의 이름이다. |
| 照       | 瞾   | 则天文字之“照”二   | 77BE     | |
| 天       | 𠑺   | 则天文字之“天”一   | 2047A    | 하늘 천(天)과 같은 한자로 전서의 모습을 변형한 것이다.                                                                         |
| 天       | 𠀑   | 则天文字之“天”二   | 20011    | |
| 地       | 埊   | 则天文字之“地”     | 57CA     | |
| 日       | 𡆠   | 则天文字之“日”     | 211A0    | |
| 月       | 囝   | 则天文字之“月”一   | 56DD     | |
| 月       | 𠥱   | 则天文字之“月”二   | 20971    | |
| 星       | 〇   | 则天文字之“星”     | 3007     | 별의 모양을 나타낸 상형자, 현대에는 보통 零의 약자로 쓰인다.                                                                   |
| 君       | 𠺞   | 则天文字之“君”正字 | 20E9E    | |
| 君       | 𠁈   | 则天文字之“君”一   | 20048    | |
| 君       | 𠱰   | 则天文字之“君”二   | 20C70    | |
| 臣       | 𢘑   | 则天文字之“臣”     | 22611    | |
| 除       | 𠀺   | 则天文字之“除”     | 2003A    | |
| 載       | 𡕀   | 则天文字之“载”正字 | 21540    | |
| 載       | 𠧋   | 则天文字之“载”     | 209CB    | |
| 初       | 𡔈   | 则天文字之“初”     | 21508    | |
| 年       | 𠡦   | 则天文字之“年”正字 | 20866    | |
| 年       | 𠦚   | 则天文字之“年”     | 2099A    | |
| 正       | 𠙺   | 则天文字之“正”     | 2067A    | |
| 授       | 𥢓   | 则天文字之“授”一   | 25893    | |
| 授       | 𥠢   | 则天文字之“授”二   | 25822    | |
| 証       | 𤪉   | 则天文字之“证”正字 | 24A89    | |
| 証       | 𨭻   | 则天文字之“证”     | 28B7B    | |
| 聖       | 𨲢   | 则天文字之“圣”     | 28CA2    | |
| 國       | 圀   | 则天文字之“国”     | 5700     | |
| 人       | 𤯔   | 则天文字之“人”     | 24BD4    | |
| 幼       | 𢈗   | 则天文字之“幼”     | 22217    | |
| 生       | 𠤵   | 则天文字之“生”     | 20935    | |
| 應       | 𠩍   | 则天文字之“应”     | 20A4D    | |